# Yevgueni Tenguel
Yevgueni Tenguel –en bielorruso, Евгуені Тэнгель– (1993) es un deportista bielorruso que compite en piragüismo en la modalidad de aguas tranquilas. Ganó una medalla de bronce en el Campeonato Mundial de Piragüismo de 2019, en la prueba de C4 500 m.

## Palmarés internacional
| Campeonato Mundial | Campeonato Mundial | Campeonato Mundial | Campeonato Mundial |
| Año                | Lugar              | Medalla            | Competición        |
| ------------------ | ------------------ | ------------------ | ------------------ |
| 2019               | Szeged (Hungría)   | Medalla de bronce  | C4 500 m           |